# Rod Stewart/Auszeichnungen für Musikverkäufe

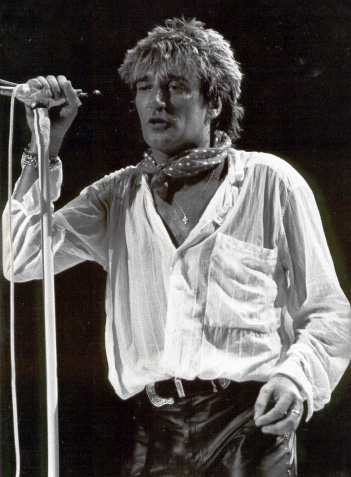
Rod Stewart in Paris (1986)

Dies ist eine Übersicht über die Auszeichnungen für Musikverkäufe des britischen Rocksängers Rod Stewart. Die Auszeichnungen finden sich nach ihrer Art (Gold, Platin usw.), nach Staaten getrennt in chronologischer Reihenfolge, geordnet sowie nach den Tonträgern selbst, ebenfalls in chronologischer Reihenfolge, getrennt nach Medium (Alben, Singles usw.), wieder.

## Auszeichnungen
| - Vereinigtes Königreich - 1977: für die Single I Don’t Want to Talk About It (physisch) - 1977: für die Single The First Cut Is the Deepest - 1978: für die Single Hot Legs - 1978: für die Single I Was Only Joking - 1979: für die Single Ain’t Love a Bitch - 1984: für das Album Camouflage - 1986: für die Single Every Beat of My Heart - 1991: für die Single Rhythm of My Heart - 1993: für die Single Tom Traubert’s Blues - 1994: für die Single All For Love - 2013: für das Album You Wear It Well – The Collection - 2018: für das Album The Best of… The Great American Songbook - 2020: für die Single Have I Told You Lately - 2021: für die Single I Don’t Want to Talk About It (digital) - 2021: für das Album The Tears of Hercules - 2025: für das Album Swing Fever - Argentinien - 1993: für das Album Unplugged… and Seated - 1996: für das Album If We Fall in Love Tonight - 2005: für das Album Thanks for the Memory… The Great American Songbook Vol. IV - Australien - 1982: für die Single Tonight I’m Yours (Don’t Hurt Me) - 1991: für die Single Rhythm of My Heart - 1993: für die Single Have I Told You Lately - 2005: für das Album Thanks for the Memory… The Great American Songbook Vol. IV - 2010: für das Album Fly Me to the Moon… The Great American Songbook Vol. V - 2012: für das Album Storyteller – The Complete Anthology: 1964–1990 - Belgien - 1998: für die Single Da Ya Think I’m Sexy? (1997) - 2007: für das Album Stardust… The Great American Songbook Vol. III - Brasilien - 1986: für das Album Every Beat of My Heart - 1994: für das Album Out of Order - 2005: für das Album The Story so Far – Very Best of Rod Stewart - 2009: für das Album Still the Same… Great Rock Classics of Our Time - Deutschland - 1983: für die Single Baby Jane - 1986: für das Album Atlantic Crossing - 1986: für das Album Every Beat of My Heart - 1994: für die Single All For Love - 1994: für das Album Greatest Hits, Vol. 1 - 1996: für das Album Unplugged… and Seated - 2006: für das Album Blondes Have More Fun - 2022: für die Single Everyday - Finnland - 1989: für das Album The Best of Rod Stewart - Frankreich - 1979: für die Single Da Ya Think I’m Sexy? - 1983: für die Single Baby Jane - 1983: für das Album Foolish Behaviour - 1983: für das Album Body Wishes - 1992: für das Album Vagabond Heart - Hongkong - 1979: für das Album Atlantic Crossing - Irland - 2005: für das Album Thanks for the Memory… The Great American Songbook Vol. IV - 2009: für das Album Soulbook - Italien - 2021: für die Single Everyday - Japan - 1994: für die Single All For Love - 1995: für das Album A Spanner in the Works - 1995: für die Single Lady Luck - 1997: für das Album If We Fall in Love Tonight - Kanada - 1977: für die Single Tonight’s the Night (Gonna Be Alright) - 1980: für das Album The Best of Rod Stewart - 1982: für die Single Young Turks - 1982: für die Single Passion - 1990: für das Album Storyteller – The Complete Anthology: 1964–1990 - 2011: für das Album Fly Me to the Moon… The Great American Songbook Vol. V - 2013: für das Album Time - Mexiko - 2003: für das Videoalbum It Had to Be You… The Great American Songbook - 2006: für das Album Still the Same… Great Rock Classics of Our Time - Neuseeland - 1974: für das Album Sing It Again Rod - 1993: für das Album Unplugged… and Seated - 1994: für die Single All For Love - 1995: für das Album A Spanner in the Works - 2002: für das Album It Had to Be You… The Great American Songbook - 2005: für das Album Stardust… The Great American Songbook Vol. III - 2005: für das Album Thanks for the Memory… The Great American Songbook Vol. IV - 2006: für das Album As Time Goes By… The Great American Songbook Vol. II - 2022: für die Single The First Cut Is the Deepest - 2022: für die Single Have I Told You Lately - 2022: für die Single Rhythm of My Heart - 2024: für die Single Tonight’s the Night (Gonna Be Alright) - Niederlande - 2005: für das Album The Story so Far – Very Best of Rod Stewart - Norwegen - 1996: für das Album If We Fall in Love Tonight - 1998: für die Single Da Ya Think I’m Sexy? (1997) - Österreich - 1986: für das Album Greatest Hits. Vol. 1 - 1987: für das Album Every Beat of My Heart - 1991: für das Album Vagabond Heart - 1994: für die Single All For Love - 1997: für das Album If We Fall in Love Tonight - Polen - 2005: für das Album Stardust… The Great American Songbook Vol. III - 2006: für das Album Thanks for the Memory… The Great American Songbook Vol. IV - 2008: für das Album Still the Same… Great Rock Classics of Our Time - 2010: für das Album Soulbook - 2013: für das Album Merry Christmas, Baby - Portugal - 2005: für das Album The Story so Far – Very Best of Rod Stewart - 2005: für das Videoalbum It Had to Be You… The Great American Songbook - Schweden - 1976: für das Album Atlantic Crossing - 1976: für das Album A Night on the Town - 1988: für das Album Out of Order - 1994: für die Single All For Love - 2001: für das Album The Story so Far – Very Best of Rod Stewart - 2003: für das Album It Had to Be You… The Great American Songbook - 2005: für das Album Thanks for the Memory… The Great American Songbook Vol. IV - 2006: für das Album As Time Goes By… The Great American Songbook Vol. II - 2007: für das Album Still the Same… Great Rock Classics of Our Time - 2009: für das Album Soulbook - 2010: für das Album Fly Me to the Moon… The Great American Songbook Vol. V - Schweiz - 1986: für das Album Every Beat of My Heart - 1989: für das Album Greatest Hits, Vol. 1 - Spanien - 1984: für das Album Camouflage - 1985: für das Album Body Wishes - 1994: für das Album Unplugged… and Seated - 2006: für das Album Still the Same… Great Rock Classics of Our Time - 2024: für die Single Da Ya Think I’m Sexy? - Ungarn - 2007: für das Album Still the Same… Great Rock Classics of Our Time - Vereinigte Staaten - 1972: für das Album Never a Dull Moment - 1973: für das Album Sing It Again Rod - 1975: für das Album Atlantic Crossing - 1976: für die Single Tonight’s the Night (Gonna Be Alright) - 1978: für die Single You’re in My Heart - 1978: für das Album The Best of Rod Stewart - 1984: für das Album Camouflage - 1992: für das Videoalbum Storyteller 1984–1991 - 1993: für die Single Have I Told You Lately - 1995: für das Album A Spanner in the Works - 1996: für das Album Absolutely Live - 2006: für das Album Still the Same… Great Rock Classics of Our Time - Vereinigtes Königreich - 1973: für das Album Sing It Again Rod - 1974: für das Album Smiler - 1975: für die Single Sailing - 1977: für die Single You’re in My Heart - 1977: für das Album The Best of Rod Stewart - 1978: für die Single Da Ya Think I’m Sexy? - 1981: für das Album Tonight I’m Yours - 1983: für das Album Body Wishes - 1986: für das Album Every Beat of My Heart - 1989: für das Album Out of Order - 1993: für das Album Lead Vocalist - 1995: für das Album A Spanner in the Works - 1998: für das Album When We Were the New Boys - 2001: für das Album Human - 2003: für das Album Changing Faces – The Very Best of Rod Stewart and the Faces - 2010: für das Album Fly Me to the Moon… The Great American Songbook Vol. V - 2013: für das Album Storyteller – The Complete Anthology: 1964–1990 - 2013: für das Album Reason to Believe - 2013: für das Album Maggie May – The Classic Years - 2013: für das Album The Best of Rod Stewart - 2013: für das Videoalbum The Complete American Songbook Volumes 1–4 - 2013: für das Videoalbum The Best of - 2018: für das Album Blood Red Roses - 2022: für das Album Every Picture Tells a Story - 2025: für die Single Baby Jane | - Frankreich - 2001: für das Album Blondes Have More Fun - Neuseeland - 1974: für das Album Every Picture Tells a Story - 1974: für das Album Never a Dull Moment - Argentinien - 1993: für das Album Out of Order - 2001: für das Album The Story so Far – Very Best of Rod Stewart - 2001: für das Videoalbum Storyteller – The Complete Anthology: 1964–1990 - 2003: für das Videoalbum It Had to Be You… The Great American Songbook - 2004: für das Videoalbum One Night Only! Rod Stewart Live at Royal Albert Hall - 2004: für das Album As Time Goes By… The Great American Songbook Vol. II - 2004: für das Album It Had to Be You… The Great American Songbook - 2005: für das Album Stardust… The Great American Songbook Vol. III - Australien - 1982: für das Album Tonight I’m Yours - 1993: für das Album Unplugged… and Seated - 1994: für die Single All For Love - 1997: für das Album If We Fall in Love Tonight - 2004: für das Album Stardust… The Great American Songbook Vol. III - 2005: für das Videoalbum Storyteller – The Complete Anthology: 1964–1990 - 2006: für das Album Still the Same… Great Rock Classics of Our Time - 2008: für das Videoalbum The Best of - 2010: für das Album Soulbook - 2018: für die Single Everyday - Belgien - 2007: für das Album The Story so Far – Very Best of Rod Stewart - Brasilien - 1998: für das Album The Best of Rod Stewart - 2003: für das Album It Had to Be You… The Great American Songbook - 2003: für das Album As Time Goes By… The Great American Songbook Vol. II - 2009: für das Videoalbum One Night Only! Rod Stewart Live at Royal Albert Hall - 2009: für das Videoalbum It Had to Be You… The Great American Songbook - Dänemark - 2002: für das Album The Story so Far – Very Best of Rod Stewart - 2006: für das Album If We Fall in Love Tonight - 2022: für die Single Everyday - 2022: für das Album Some Guys Have All the Luck – The Definitive Rod Stewart - Deutschland - 1989: für das Album Body Wishes - 1991: für das Album Vagabond Heart - 2007: für das Album The Story so Far – Very Best of Rod Stewart - Europa - 1991: für das Album Vagabond Heart - 1997: für das Album If We Fall in Love Tonight - Frankreich - 1993: für das Album Storyteller – The Complete Anthology: 1964–1990 - Hongkong - 1979: für das Album Foot Loose & Fancy Free - 1980: für das Album Greatest Hits, Vol. 1 - 1981: für das Album Blondes Have More Fun - 1983: für das Album Tonight I’m Yours - 1997: für das Album If We Fall in Love Tonight - Irland - 2008: für das Album Some Guys Have All the Luck – The Definitive Rod Stewart - 2012: für das Album Merry Christmas, Baby - Kanada - 1982: für das Album Foolish Behaviour - 1983: für das Album Body Wishes - 1995: für das Album A Spanner in the Works - 2002: für das Album The Story so Far – Very Best of Rod Stewart - 2006: für das Album Still the Same… Great Rock Classics of Our Time - 2010: für das Album Soulbook - Neuseeland - 1978: für das Album Atlantic Crossing - 1978: für das Album Foot Loose and Fancy Free - 1979: für das Album Blondes Have More Fun - 1981: für das Album Foolish Behaviour - 1997: für das Album If We Fall in Love Tonight - 1998: für die Single Da Ya Think I’m Sexy? (1997) - 2010: für das Album Soulbook - 2018: für das Album Storyteller – The Complete Anthology: 1964–1990 - 2022: für das Album Some Guys Have All the Luck – The Definitive Rod Stewart - 2023: für die Single Sailing - 2024: für die Single I Don’t Want to Talk About It - 2025: für die Single Da Ya Think I’m Sexy? - Niederlande - 1990: für das Album The Best of Rod Stewart - Österreich - 1997: für das Album The Best of Rod Stewart - Polen - 2004: für das Album It Had to Be You… The Great American Songbook - 2005: für das Album As Time Goes By… The Great American Songbook Vol. II - 2010: für das Album Fly Me to the Moon… The Great American Songbook Vol. V - 2023: für die Single Everyday - Schweden - 1992: für das Album Vagabond Heart - 1997: für das Album If We Fall in Love Tonight - 2006: für das Album Stardust… The Great American Songbook Vol. III - Schweiz - 1991: für das Album The Best of Rod Stewart - 1991: für das Album Vagabond Heart - Spanien - 1999: für das Album The Best of Rod Stewart - Ungarn - 2010: für das Album Soulbook - Vereinigte Staaten - 1979: für die Single Da Ya Think I’m Sexy? - 1981: für das Album Foolish Behaviour - 1982: für das Album Tonight I’m Yours - 1991: für das Album Vagabond Heart - 1994: für die Single All For Love - 1995: für das Album Every Picture Tells a Story - 1997: für das Album If We Fall in Love Tonight - 2004: für das Album The Story so Far – Very Best of Rod Stewart - 2004: für das Album Stardust… The Great American Songbook Vol. III - 2005: für das Videoalbum It Had to Be You… The Great American Songbook - 2005: für das Album Thanks for the Memory… The Great American Songbook Vol. IV - 2012: für das Album Merry Christmas, Baby - Vereinigtes Königreich - 1975: für das Album Atlantic Crossing - 1976: für das Album A Night on the Town - 1977: für das Album Foot Loose and Fancy Free - 1978: für das Album Blondes Have More Fun - 1979: für das Album Greatest Hits, Vol. 1 - 1981: für das Album Foolish Behaviour - 1991: für das Album Vagabond Heart - 1994: für das Album Unplugged… and Seated - 2004: für das Album Stardust… The Great American Songbook Vol. III - 2005: für das Album Thanks for the Memory… The Great American Songbook Vol. IV - 2013: für das Album Still the Same… Great Rock Classics of Our Time - 2013: für das Videoalbum It Had to Be You… The Great American Songbook - 2016: für das Album Another Country - 2021: für das Album You’re in My Heart: Rod Stewart with the Royal Philharmonic Orchestra - 2021: für die Single Maggie May - 2022: für die Single Everyday | - Argentinien - 1993: für das Album The Best of Rod Stewart - 2006: für das Album Still the Same… Great Rock Classics of Our Time - Australien - 1996: für das Album Blondes Have More Fun - 1997: für die Single Da Ya Think I’m Sexy? (1997) - 2004: für das Album As Time Goes By… The Great American Songbook Vol. II - 2008: für das Album The Story so Far – Very Best of Rod Stewart - 2015: für das Album Merry Christmas, Baby - Deutschland - 1996: für das Album The Best of Rod Stewart - Europa - 2006: für das Album The Story so Far – Very Best of Rod Stewart - Irland - 2006: für das Album Still the Same… Great Rock Classics of Our Time - Kanada - 1977: für das Album A Night on the Town - 1982: für das Album Tonight I’m Yours - 1982: für das Album Greatest Hits, Vol. 1 - 1990: für das Album Downtown Train: Selections from the Storyteller Anthology - 2004: für das Album As Time Goes By… The Great American Songbook Vol. II - 2019: für die Single Everyday - Neuseeland - 2007: für das Album Still the Same… Great Rock Classics of Our Time - 2009: für das Videoalbum It Had to Be You… The Great American Songbook - 2011: für das Videoalbum One Night Only! Rod Stewart Live at Royal Albert Hall - 2013: für das Album Merry Christmas, Baby - Portugal - 2007: für das Album If We Fall in Love Tonight - 2022: für die Single Everyday - Vereinigte Staaten - 1984: für das Album A Night on the Town - 1991: für das Album Out of Order - 1993: für das Album Storyteller – The Complete Anthology: 1964–1990 - 1995: für das Album Downtown Train: Selections from the Storyteller Anthology - 2004: für das Album As Time Goes By… The Great American Songbook Vol. II - 2021: für die Single Maggie May - Vereinigtes Königreich - 2013: für das Album It Had to Be You… The Great American Songbook - 2013: für das Album As Time Goes By… The Great American Songbook Vol. II - 2013: für das Videoalbum One Night Only! Rod Stewart Live at Royal Albert Hall - 2015: für das Album Soulbook - 2015: für das Album Merry Christmas, Baby - 2017: für das Album Time - 2020: für das Album If We Fall in Love Tonight - Australien - 2004: für das Album It Had to Be You… The Great American Songbook - Kanada - 1992: für das Album Vagabond Heart - 1993: für das Album Unplugged… and Seated - 2004: für das Videoalbum It Had to Be You… The Great American Songbook - 2004: für das Album It Had to Be You… The Great American Songbook - 2013: für das Album Merry Christmas, Baby - Neuseeland - 1992: für das Album Vagabond Heart - 2024: für die Single Everyday - 2024: für die Single Maggie May - Vereinigte Staaten - 1984: für das Album Blondes Have More Fun - 1984: für das Album Foot Loose and Fancy Free - 1994: für das Album Greatest Hits, Vol. 1 - 1995: für das Album Unplugged… and Seated - 2006: für das Album It Had to Be You… The Great American Songbook - 2025: für die Single Everyday - Vereinigtes Königreich - 2019: für das Album Some Guys Have All the Luck – The Definitive Rod Stewart - Australien - 1991: für das Album Vagabond Heart - 1996: für das Album Greatest Hits, Vol. 1 - 1996: für das Album Atlantic Crossing - 1996: für das Album Foot Loose and Fancy Free - Kanada - 1979: für das Album Foot Loose and Fancy Free - Neuseeland - 2008: für das Album The Story so Far – Very Best of Rod Stewart - Vereinigtes Königreich - 2013: für das Album The Story so Far – Very Best of Rod Stewart - Australien - 2001: für das Album The Best of Rod Stewart - Kanada - 1990: für das Album Out of Order - Australien - 1999: für das Album A Night on the Town - Neuseeland - 1980: für das Album Greatest Hits, Vol. 1 - Irland - 2005: für das Album The Story so Far – Very Best of Rod Stewart - Neuseeland - 1991: für das Album The Best of Rod Stewart - Australien - 2011: für das Videoalbum It Had to Be You… The Great American Songbook - Vereinigtes Königreich - 2014: für das Album The Best of Rod Stewart - Australien - 2013: für das Videoalbum One Night Only! Rod Stewart Live at Royal Albert Hall |

## Auszeichnungen nach Alben

### Every Picture Tells a Story
| Land/Region                  | Auszeichnungen für Musikverkäufe (Land/Region, Auszeichnung, Verkäufe) | Verkäufe  |
| ---------------------------- | ---------------------------------------------------------------------- | --------- |
| Neuseeland (RMNZ)            | 2× Gold                                                                | 20.000    |
| Vereinigte Staaten (RIAA)    | Platin                                                                 | 1.000.000 |
| Vereinigtes Königreich (BPI) | Gold                                                                   | 100.000   |
| Insgesamt                    | 3× Gold · 1× Platin ·                                                  | 1.120.000 |

### Never a Dull Moment
| Land/Region                  | Auszeichnungen für Musikverkäufe (Land/Region, Auszeichnung, Verkäufe) | Verkäufe  |
| ---------------------------- | ---------------------------------------------------------------------- | --------- |
| Neuseeland (RMNZ)            | 2× Gold                                                                | 20.000    |
| Vereinigte Staaten (RIAA)    | Gold                                                                   | 500.000   |
| Vereinigtes Königreich (BPI) | —                                                                      | 1.000.000 |
| Insgesamt                    | 3× Gold ·                                                              | 1.520.000 |

### Sing It Again Rod
| Land/Region                  | Auszeichnungen für Musikverkäufe (Land/Region, Auszeichnung, Verkäufe) | Verkäufe |
| ---------------------------- | ---------------------------------------------------------------------- | -------- |
| Neuseeland (RMNZ)            | Gold                                                                   | 10.000   |
| Vereinigte Staaten (RIAA)    | Gold                                                                   | 500.000  |
| Vereinigtes Königreich (BPI) | Gold                                                                   | 100.000  |
| Insgesamt                    | 3× Gold ·                                                              | 610.000  |

### Smiler
| Land/Region                  | Auszeichnungen für Musikverkäufe (Land/Region, Auszeichnung, Verkäufe) | Verkäufe |
| ---------------------------- | ---------------------------------------------------------------------- | -------- |
| Vereinigtes Königreich (BPI) | Gold                                                                   | 100.000  |
| Insgesamt                    | 1× Gold ·                                                              | 100.000  |

### Atlantic Crossing
| Land/Region                  | Auszeichnungen für Musikverkäufe (Land/Region, Auszeichnung, Verkäufe) | Verkäufe  |
| ---------------------------- | ---------------------------------------------------------------------- | --------- |
| Australien (ARIA)            | 4× Platin                                                              | 280.000   |
| Deutschland (BVMI)           | Gold                                                                   | 250.000   |
| Hongkong (IFPI/HKRIA)        | Gold                                                                   | 10.000    |
| Neuseeland (RMNZ)            | Platin                                                                 | 20.000    |
| Schweden (IFPI)              | Gold                                                                   | 50.000    |
| Vereinigte Staaten (RIAA)    | Gold                                                                   | 500.000   |
| Vereinigtes Königreich (BPI) | Platin                                                                 | 300.000   |
| Insgesamt                    | 4× Gold · 6× Platin ·                                                  | 1.410.000 |

### The Best of Rod Stewart (1976)
| Land/Region                  | Auszeichnungen für Musikverkäufe (Land/Region, Auszeichnung, Verkäufe) | Verkäufe |
| ---------------------------- | ---------------------------------------------------------------------- | -------- |
| Kanada (MC)                  | Gold                                                                   | 50.000   |
| Vereinigte Staaten (RIAA)    | Gold                                                                   | 500.000  |
| Vereinigtes Königreich (BPI) | Gold                                                                   | 100.000  |
| Insgesamt                    | 3× Gold ·                                                              | 650.000  |

### A Night on the Town
| Land/Region                  | Auszeichnungen für Musikverkäufe (Land/Region, Auszeichnung, Verkäufe) | Verkäufe  |
| ---------------------------- | ---------------------------------------------------------------------- | --------- |
| Australien (ARIA)            | 6× Platin                                                              | 420.000   |
| Kanada (MC)                  | 2× Platin                                                              | 200.000   |
| Schweden (IFPI)              | Gold                                                                   | 50.000    |
| Vereinigte Staaten (RIAA)    | 2× Platin                                                              | 2.000.000 |
| Vereinigtes Königreich (BPI) | Platin                                                                 | 300.000   |
| Insgesamt                    | 1× Gold · 11× Platin ·                                                 | 2.970.000 |

### Foot Loose and Fancy Free
| Land/Region                  | Auszeichnungen für Musikverkäufe (Land/Region, Auszeichnung, Verkäufe) | Verkäufe  |
| ---------------------------- | ---------------------------------------------------------------------- | --------- |
| Australien (ARIA)            | 4× Platin                                                              | 280.000   |
| Hongkong (IFPI/HKRIA)        | Platin                                                                 | 20.000    |
| Kanada (MC)                  | 4× Platin                                                              | 400.000   |
| Neuseeland (RMNZ)            | Platin                                                                 | 20.000    |
| Vereinigte Staaten (RIAA)    | 3× Platin                                                              | 3.000.000 |
| Vereinigtes Königreich (BPI) | Platin                                                                 | 300.000   |
| Insgesamt                    | 14× Platin ·                                                           | 4.020.000 |

### Blondes Have More Fun
| Land/Region                  | Auszeichnungen für Musikverkäufe (Land/Region, Auszeichnung, Verkäufe) | Verkäufe  |
| ---------------------------- | ---------------------------------------------------------------------- | --------- |
| Australien (ARIA)            | 2× Platin                                                              | 140.000   |
| Deutschland (BVMI)           | Gold                                                                   | 250.000   |
| Frankreich (SNEP)            | 2× Gold                                                                | 200.000   |
| Hongkong (IFPI/HKRIA)        | Platin                                                                 | 20.000    |
| Neuseeland (RMNZ)            | Platin                                                                 | 20.000    |
| Vereinigte Staaten (RIAA)    | 3× Platin                                                              | 3.000.000 |
| Vereinigtes Königreich (BPI) | Platin                                                                 | 300.000   |
| Insgesamt                    | 3× Gold · 8× Platin ·                                                  | 3.930.000 |

### Greatest Hits, Vol. 1
| Land/Region                  | Auszeichnungen für Musikverkäufe (Land/Region, Auszeichnung, Verkäufe) | Verkäufe  |
| ---------------------------- | ---------------------------------------------------------------------- | --------- |
| Australien (ARIA)            | 4× Platin                                                              | 280.000   |
| Deutschland (BVMI)           | Gold                                                                   | 250.000   |
| Hongkong (IFPI/HKRIA)        | Platin                                                                 | 20.000    |
| Kanada (MC)                  | 2× Platin                                                              | 200.000   |
| Neuseeland (RMNZ)            | 6× Platin                                                              | 120.000   |
| Österreich (IFPI)            | Gold                                                                   | 25.000    |
| Schweiz (IFPI)               | Gold                                                                   | 25.000    |
| Vereinigte Staaten (RIAA)    | 3× Platin                                                              | 3.000.000 |
| Vereinigtes Königreich (BPI) | Platin                                                                 | 300.000   |
| Insgesamt                    | 3× Gold · 17× Platin ·                                                 | 4.220.000 |

### Foolish Behaviour
| Land/Region                  | Auszeichnungen für Musikverkäufe (Land/Region, Auszeichnung, Verkäufe) | Verkäufe  |
| ---------------------------- | ---------------------------------------------------------------------- | --------- |
| Frankreich (SNEP)            | Gold                                                                   | 100.000   |
| Kanada (MC)                  | Platin                                                                 | 100.000   |
| Neuseeland (RMNZ)            | Platin                                                                 | 20.000    |
| Vereinigte Staaten (RIAA)    | Platin                                                                 | 1.000.000 |
| Vereinigtes Königreich (BPI) | Platin                                                                 | 300.000   |
| Insgesamt                    | 1× Gold · 4× Platin ·                                                  | 1.520.000 |

### Tonight I’m Yours
| Land/Region                  | Auszeichnungen für Musikverkäufe (Land/Region, Auszeichnung, Verkäufe) | Verkäufe  |
| ---------------------------- | ---------------------------------------------------------------------- | --------- |
| Australien (ARIA)            | Platin                                                                 | 50.000    |
| Hongkong (IFPI/HKRIA)        | Platin                                                                 | 20.000    |
| Kanada (MC)                  | 2× Platin                                                              | 200.000   |
| Vereinigte Staaten (RIAA)    | Platin                                                                 | 1.000.000 |
| Vereinigtes Königreich (BPI) | Gold                                                                   | 100.000   |
| Insgesamt                    | 1× Gold · 5× Platin ·                                                  | 1.370.000 |

### Absolutely Live
| Land/Region               | Auszeichnungen für Musikverkäufe (Land/Region, Auszeichnung, Verkäufe) | Verkäufe |
| ------------------------- | ---------------------------------------------------------------------- | -------- |
| Vereinigte Staaten (RIAA) | Gold                                                                   | 500.000  |
| Insgesamt                 | 1× Gold ·                                                              | 500.000  |

### Body Wishes
| Land/Region                  | Auszeichnungen für Musikverkäufe (Land/Region, Auszeichnung, Verkäufe) | Verkäufe |
| ---------------------------- | ---------------------------------------------------------------------- | -------- |
| Deutschland (BVMI)           | Platin                                                                 | 500.000  |
| Frankreich (SNEP)            | Gold                                                                   | 100.000  |
| Kanada (MC)                  | Platin                                                                 | 100.000  |
| Spanien (Promusicae)         | Gold                                                                   | 50.000   |
| Vereinigtes Königreich (BPI) | Gold                                                                   | 100.000  |
| Insgesamt                    | 3× Gold · 2× Platin ·                                                  | 850.000  |

### Camouflage
| Land/Region                  | Auszeichnungen für Musikverkäufe (Land/Region, Auszeichnung, Verkäufe) | Verkäufe |
| ---------------------------- | ---------------------------------------------------------------------- | -------- |
| Spanien (Promusicae)         | Gold                                                                   | 50.000   |
| Vereinigte Staaten (RIAA)    | Gold                                                                   | 500.000  |
| Vereinigtes Königreich (BPI) | Silber                                                                 | 60.000   |
| Insgesamt                    | 1× Silber · 2× Gold ·                                                  | 610.000  |

### Every Beat of My Heart
| Land/Region                  | Auszeichnungen für Musikverkäufe (Land/Region, Auszeichnung, Verkäufe) | Verkäufe |
| ---------------------------- | ---------------------------------------------------------------------- | -------- |
| Brasilien (PMB)              | Gold                                                                   | 100.000  |
| Deutschland (BVMI)           | Gold                                                                   | 250.000  |
| Österreich (IFPI)            | Gold                                                                   | 25.000   |
| Schweiz (IFPI)               | Gold                                                                   | 25.000   |
| Vereinigtes Königreich (BPI) | Gold                                                                   | 100.000  |
| Insgesamt                    | 5× Gold ·                                                              | 500.000  |

### Out of Order
| Land/Region                  | Auszeichnungen für Musikverkäufe (Land/Region, Auszeichnung, Verkäufe) | Verkäufe  |
| ---------------------------- | ---------------------------------------------------------------------- | --------- |
| Argentinien (CAPIF)          | Platin                                                                 | 60.000    |
| Brasilien (PMB)              | Gold                                                                   | 100.000   |
| Kanada (MC)                  | 5× Platin                                                              | 500.000   |
| Schweden (IFPI)              | Gold                                                                   | 50.000    |
| Vereinigte Staaten (RIAA)    | 2× Platin                                                              | 2.000.000 |
| Vereinigtes Königreich (BPI) | Gold                                                                   | 100.000   |
| Insgesamt                    | 3× Gold · 8× Platin ·                                                  | 2.810.000 |

### The Best of Rod Stewart(1989)
| Land/Region                  | Auszeichnungen für Musikverkäufe (Land/Region, Auszeichnung, Verkäufe) | Verkäufe  |
| ---------------------------- | ---------------------------------------------------------------------- | --------- |
| Argentinien (CAPIF)          | 2× Platin                                                              | 120.000   |
| Australien (ARIA)            | 5× Platin                                                              | 350.000   |
| Brasilien (PMB)              | Platin                                                                 | 250.000   |
| Deutschland (BVMI)           | 2× Platin                                                              | 1.000.000 |
| Finnland (IFPI)              | Gold                                                                   | 25.623    |
| Neuseeland (RMNZ)            | 7× Platin                                                              | 140.000   |
| Niederlande (NVPI)           | Platin                                                                 | 100.000   |
| Österreich (IFPI)            | Platin                                                                 | 50.000    |
| Schweiz (IFPI)               | Platin                                                                 | 50.000    |
| Spanien (Promusicae)         | Platin                                                                 | 100.000   |
| Vereinigtes Königreich (BPI) | 8× Platin                                                              | 2.400.000 |
| Insgesamt                    | 1× Gold · 29× Platin ·                                                 | 4.585.623 |

### Storyteller – The Complete Anthology: 1964–1990
| Land/Region                  | Auszeichnungen für Musikverkäufe (Land/Region, Auszeichnung, Verkäufe) | Verkäufe  |
| ---------------------------- | ---------------------------------------------------------------------- | --------- |
| Australien (ARIA)            | Gold                                                                   | 35.000    |
| Frankreich (SNEP)            | Platin                                                                 | 300.000   |
| Kanada (MC)                  | Gold                                                                   | 50.000    |
| Neuseeland (RMNZ)            | Platin                                                                 | 15.000    |
| Vereinigte Staaten (RIAA)    | 2× Platin                                                              | 2.000.000 |
| Vereinigtes Königreich (BPI) | Gold                                                                   | 100.000   |
| Insgesamt                    | 3× Gold · 4× Platin ·                                                  | 2.500.000 |

### Downtown Train: Selections from the Storyteller Anthology
| Land/Region               | Auszeichnungen für Musikverkäufe (Land/Region, Auszeichnung, Verkäufe) | Verkäufe  |
| ------------------------- | ---------------------------------------------------------------------- | --------- |
| Kanada (MC)               | 2× Platin                                                              | 200.000   |
| Vereinigte Staaten (RIAA) | 2× Platin                                                              | 2.000.000 |
| Insgesamt                 | 4× Platin ·                                                            | 2.200.000 |

### Vagabond Heart
| Land/Region                  | Auszeichnungen für Musikverkäufe (Land/Region, Auszeichnung, Verkäufe) | Verkäufe    |
| ---------------------------- | ---------------------------------------------------------------------- | ----------- |
| Australien (ARIA)            | 4× Platin                                                              | 280.000     |
| Deutschland (BVMI)           | Platin                                                                 | 500.000     |
| Europa (IFPI)                | Platin                                                                 | (1.000.000) |
| Frankreich (SNEP)            | Gold                                                                   | 100.000     |
| Kanada (MC)                  | 3× Platin                                                              | 300.000     |
| Neuseeland (RMNZ)            | 3× Platin                                                              | 45.000      |
| Österreich (IFPI)            | Gold                                                                   | 25.000      |
| Schweden (IFPI)              | Platin                                                                 | 100.000     |
| Schweiz (IFPI)               | Platin                                                                 | 50.000      |
| Vereinigte Staaten (RIAA)    | Platin                                                                 | 1.000.000   |
| Vereinigtes Königreich (BPI) | Platin                                                                 | 300.000     |
| Insgesamt                    | 2× Gold · 16× Platin ·                                                 | 2.700.000   |

### Lead Vocalist
| Land/Region                  | Auszeichnungen für Musikverkäufe (Land/Region, Auszeichnung, Verkäufe) | Verkäufe |
| ---------------------------- | ---------------------------------------------------------------------- | -------- |
| Vereinigtes Königreich (BPI) | Gold                                                                   | 100.000  |
| Insgesamt                    | 1× Gold ·                                                              | 100.000  |

### Unplugged… and Seated
| Land/Region                  | Auszeichnungen für Musikverkäufe (Land/Region, Auszeichnung, Verkäufe) | Verkäufe  |
| ---------------------------- | ---------------------------------------------------------------------- | --------- |
| Argentinien (CAPIF)          | Gold                                                                   | 30.000    |
| Australien (ARIA)            | Platin                                                                 | 70.000    |
| Deutschland (BVMI)           | Gold                                                                   | 250.000   |
| Kanada (MC)                  | 3× Platin                                                              | 300.000   |
| Neuseeland (RMNZ)            | Gold                                                                   | 7.500     |
| Spanien (Promusicae)         | Gold                                                                   | 50.000    |
| Vereinigte Staaten (RIAA)    | 3× Platin                                                              | 3.000.000 |
| Vereinigtes Königreich (BPI) | Platin                                                                 | 300.000   |
| Insgesamt                    | 4× Gold · 8× Platin ·                                                  | 4.007.500 |

### A Spanner in the Works
| Land/Region                  | Auszeichnungen für Musikverkäufe (Land/Region, Auszeichnung, Verkäufe) | Verkäufe |
| ---------------------------- | ---------------------------------------------------------------------- | -------- |
| Japan (RIAJ)                 | Gold                                                                   | 100.000  |
| Kanada (MC)                  | Platin                                                                 | 100.000  |
| Neuseeland (RMNZ)            | Gold                                                                   | 7.500    |
| Vereinigte Staaten (RIAA)    | Gold                                                                   | 500.000  |
| Vereinigtes Königreich (BPI) | Gold                                                                   | 100.000  |
| Insgesamt                    | 4× Gold · 1× Platin ·                                                  | 807.500  |

### If We Fall in Love Tonight
| Land/Region                  | Auszeichnungen für Musikverkäufe (Land/Region, Auszeichnung, Verkäufe) | Verkäufe  |
| ---------------------------- | ---------------------------------------------------------------------- | --------- |
| Argentinien (CAPIF)          | Gold                                                                   | 30.000    |
| Australien (ARIA)            | Platin                                                                 | 70.000    |
| Dänemark (IFPI)              | Platin                                                                 | (40.000)  |
| Europa (IFPI)                | Platin                                                                 | 1.000.000 |
| Hongkong (IFPI/HKRIA)        | Platin                                                                 | 20.000    |
| Japan (RIAJ)                 | Gold                                                                   | 100.000   |
| Neuseeland (RMNZ)            | Platin                                                                 | 15.000    |
| Norwegen (IFPI)              | Gold                                                                   | (25.000)  |
| Österreich (IFPI)            | Gold                                                                   | (25.000)  |
| Portugal (AFP)               | 2× Platin                                                              | (40.000)  |
| Schweden (IFPI)              | Platin                                                                 | (80.000)  |
| Vereinigte Staaten (RIAA)    | Platin                                                                 | 1.000.000 |
| Vereinigtes Königreich (BPI) | 2× Platin                                                              | (600.000) |
| Insgesamt                    | 4× Gold · 11× Platin ·                                                 | 2.235.000 |

### When We Were the New Boys
| Land/Region                  | Auszeichnungen für Musikverkäufe (Land/Region, Auszeichnung, Verkäufe) | Verkäufe |
| ---------------------------- | ---------------------------------------------------------------------- | -------- |
| Vereinigtes Königreich (BPI) | Gold                                                                   | 100.000  |
| Insgesamt                    | 1× Gold ·                                                              | 100.000  |

### Maggie May – The Classic Years
| Land/Region                  | Auszeichnungen für Musikverkäufe (Land/Region, Auszeichnung, Verkäufe) | Verkäufe |
| ---------------------------- | ---------------------------------------------------------------------- | -------- |
| Vereinigtes Königreich (BPI) | Gold                                                                   | 100.000  |
| Insgesamt                    | 1× Gold ·                                                              | 100.000  |

### Human
| Land/Region                  | Auszeichnungen für Musikverkäufe (Land/Region, Auszeichnung, Verkäufe) | Verkäufe |
| ---------------------------- | ---------------------------------------------------------------------- | -------- |
| Vereinigtes Königreich (BPI) | Gold                                                                   | 100.000  |
| Insgesamt                    | 1× Gold ·                                                              | 100.000  |

### Reason to Believe
| Land/Region                  | Auszeichnungen für Musikverkäufe (Land/Region, Auszeichnung, Verkäufe) | Verkäufe |
| ---------------------------- | ---------------------------------------------------------------------- | -------- |
| Vereinigtes Königreich (BPI) | Gold                                                                   | 100.000  |
| Insgesamt                    | 1× Gold ·                                                              | 100.000  |

### The Story so Far – Very Best of Rod Stewart
| Land/Region                  | Auszeichnungen für Musikverkäufe (Land/Region, Auszeichnung, Verkäufe) | Verkäufe    |
| ---------------------------- | ---------------------------------------------------------------------- | ----------- |
| Argentinien (CAPIF)          | Platin                                                                 | 40.000      |
| Australien (ARIA)            | 2× Platin                                                              | 140.000     |
| Belgien (BRMA)               | Platin                                                                 | (50.000)    |
| Brasilien (PMB)              | Gold                                                                   | 50.000      |
| Dänemark (IFPI)              | Platin                                                                 | (50.000)    |
| Deutschland (BVMI)           | Platin                                                                 | (300.000)   |
| Europa (IFPI)                | 2× Platin                                                              | 2.000.000   |
| Irland (IRMA)                | 7× Platin                                                              | (105.000)   |
| Kanada (MC)                  | Platin                                                                 | 100.000     |
| Neuseeland (RMNZ)            | 4× Platin                                                              | 60.000      |
| Niederlande (NVPI)           | Gold                                                                   | (40.000)    |
| Portugal (AFP)               | Gold                                                                   | (10.000)    |
| Schweden (IFPI)              | Gold                                                                   | (40.000)    |
| Vereinigte Staaten (RIAA)    | Platin                                                                 | 1.000.000   |
| Vereinigtes Königreich (BPI) | 4× Platin                                                              | (1.200.000) |
| Insgesamt                    | 4× Gold · 25× Platin ·                                                 | 3.390.000   |

### It Had to Be You… The Great American Songbook
| Land/Region                  | Auszeichnungen für Musikverkäufe (Land/Region, Auszeichnung, Verkäufe) | Verkäufe  |
| ---------------------------- | ---------------------------------------------------------------------- | --------- |
| Argentinien (CAPIF)          | Platin                                                                 | 40.000    |
| Australien (ARIA)            | 3× Platin                                                              | 210.000   |
| Brasilien (PMB)              | Platin                                                                 | 125.000   |
| Kanada (MC)                  | 3× Platin                                                              | 300.000   |
| Neuseeland (RMNZ)            | Gold                                                                   | 7.500     |
| Polen (ZPAV)                 | Platin                                                                 | 40.000    |
| Schweden (IFPI)              | Gold                                                                   | 30.000    |
| Vereinigte Staaten (RIAA)    | 3× Platin                                                              | 3.000.000 |
| Vereinigtes Königreich (BPI) | 2× Platin                                                              | 600.000   |
| Insgesamt                    | 2× Gold · 14× Platin ·                                                 | 4.352.500 |

### Changing Faces – The Very Best of Rod Stewart and the Faces
| Land/Region                  | Auszeichnungen für Musikverkäufe (Land/Region, Auszeichnung, Verkäufe) | Verkäufe |
| ---------------------------- | ---------------------------------------------------------------------- | -------- |
| Vereinigtes Königreich (BPI) | Gold                                                                   | 100.000  |
| Insgesamt                    | 1× Gold ·                                                              | 100.000  |

### As Time Goes By… The Great American Songbook Vol. II
| Land/Region                  | Auszeichnungen für Musikverkäufe (Land/Region, Auszeichnung, Verkäufe) | Verkäufe  |
| ---------------------------- | ---------------------------------------------------------------------- | --------- |
| Argentinien (CAPIF)          | Platin                                                                 | 40.000    |
| Australien (ARIA)            | 3× Platin                                                              | 210.000   |
| Brasilien (PMB)              | Platin                                                                 | 125.000   |
| Kanada (MC)                  | 2× Platin                                                              | 200.000   |
| Neuseeland (RMNZ)            | Gold                                                                   | 7.500     |
| Polen (ZPAV)                 | Platin                                                                 | 40.000    |
| Schweden (IFPI)              | Gold                                                                   | 30.000    |
| Vereinigte Staaten (RIAA)    | 2× Platin                                                              | 2.000.000 |
| Vereinigtes Königreich (BPI) | 2× Platin                                                              | 600.000   |
| Insgesamt                    | 2× Gold · 12× Platin ·                                                 | 3.252.500 |

### Stardust… The Great American Songbook Vol. III
| Land/Region                  | Auszeichnungen für Musikverkäufe (Land/Region, Auszeichnung, Verkäufe) | Verkäufe  |
| ---------------------------- | ---------------------------------------------------------------------- | --------- |
| Argentinien (CAPIF)          | Platin                                                                 | 40.000    |
| Australien (ARIA)            | Platin                                                                 | 70.000    |
| Belgien (BRMA)               | Gold                                                                   | 25.000    |
| Neuseeland (RMNZ)            | Gold                                                                   | 7.500     |
| Polen (ZPAV)                 | Gold                                                                   | 20.000    |
| Schweden (IFPI)              | Platin                                                                 | 60.000    |
| Vereinigte Staaten (RIAA)    | Platin                                                                 | 1.000.000 |
| Vereinigtes Königreich (BPI) | Platin                                                                 | 300.000   |
| Insgesamt                    | 3× Gold · 5× Platin ·                                                  | 1.522.500 |

### Thanks for the Memory… The Great American Songbook Vol. IV
| Land/Region                  | Auszeichnungen für Musikverkäufe (Land/Region, Auszeichnung, Verkäufe) | Verkäufe  |
| ---------------------------- | ---------------------------------------------------------------------- | --------- |
| Argentinien (CAPIF)          | Gold                                                                   | 20.000    |
| Australien (ARIA)            | Gold                                                                   | 35.000    |
| Irland (IRMA)                | Gold                                                                   | 7.500     |
| Neuseeland (RMNZ)            | Gold                                                                   | 7.500     |
| Polen (ZPAV)                 | Gold                                                                   | 10.000    |
| Schweden (IFPI)              | Gold                                                                   | 30.000    |
| Vereinigte Staaten (RIAA)    | Platin                                                                 | 1.150.000 |
| Vereinigtes Königreich (BPI) | Platin                                                                 | 300.000   |
| Insgesamt                    | 6× Gold · 2× Platin ·                                                  | 1.560.000 |

### Still the Same… Great Rock Classics of Our Time
| Land/Region                  | Auszeichnungen für Musikverkäufe (Land/Region, Auszeichnung, Verkäufe) | Verkäufe  |
| ---------------------------- | ---------------------------------------------------------------------- | --------- |
| Argentinien (CAPIF)          | 2× Platin                                                              | 80.000    |
| Australien (ARIA)            | Platin                                                                 | 70.000    |
| Brasilien (PMB)              | Gold                                                                   | 30.000    |
| Irland (IRMA)                | 2× Platin                                                              | 30.000    |
| Kanada (MC)                  | Platin                                                                 | 100.000   |
| Mexiko (AMPROFON)            | Gold                                                                   | 50.000    |
| Neuseeland (RMNZ)            | 2× Platin                                                              | 30.000    |
| Polen (ZPAV)                 | Gold                                                                   | 10.000    |
| Schweden (IFPI)              | Gold                                                                   | 30.000    |
| Spanien (Promusicae)         | Gold                                                                   | 40.000    |
| Ungarn (MAHASZ)              | Gold                                                                   | 3.000     |
| Vereinigte Staaten (RIAA)    | Gold                                                                   | 500.000   |
| Vereinigtes Königreich (BPI) | Platin                                                                 | 300.000   |
| Insgesamt                    | 7× Gold · 9× Platin ·                                                  | 1.273.000 |

### Some Guys Have All the Luck – The Definitive Rod Stewart
| Land/Region                  | Auszeichnungen für Musikverkäufe (Land/Region, Auszeichnung, Verkäufe) | Verkäufe |
| ---------------------------- | ---------------------------------------------------------------------- | -------- |
| Dänemark (IFPI)              | Platin                                                                 | 20.000   |
| Irland (IRMA)                | Platin                                                                 | 15.000   |
| Neuseeland (RMNZ)            | Platin                                                                 | 15.000   |
| Vereinigtes Königreich (BPI) | 3× Platin                                                              | 900.000  |
| Insgesamt                    | 6× Platin ·                                                            | 950.000  |

### Soulbook
| Land/Region                  | Auszeichnungen für Musikverkäufe (Land/Region, Auszeichnung, Verkäufe) | Verkäufe |
| ---------------------------- | ---------------------------------------------------------------------- | -------- |
| Australien (ARIA)            | Platin                                                                 | 70.000   |
| Irland (IRMA)                | Gold                                                                   | 7.500    |
| Kanada (MC)                  | Platin                                                                 | 80.000   |
| Neuseeland (RMNZ)            | Platin                                                                 | 15.000   |
| Polen (ZPAV)                 | Gold                                                                   | 10.000   |
| Schweden (IFPI)              | Gold                                                                   | 20.000   |
| Ungarn (MAHASZ)              | Platin                                                                 | 6.000    |
| Vereinigtes Königreich (BPI) | 2× Platin                                                              | 600.000  |
| Insgesamt                    | 3× Gold · 6× Platin ·                                                  | 808.500  |

### Fly Me to the Moon… The Great American Songbook Vol. V
| Land/Region                  | Auszeichnungen für Musikverkäufe (Land/Region, Auszeichnung, Verkäufe) | Verkäufe |
| ---------------------------- | ---------------------------------------------------------------------- | -------- |
| Australien (ARIA)            | Gold                                                                   | 35.000   |
| Kanada (MC)                  | Gold                                                                   | 40.000   |
| Polen (ZPAV)                 | Platin                                                                 | 20.000   |
| Schweden (IFPI)              | Gold                                                                   | 20.000   |
| Vereinigtes Königreich (BPI) | Gold                                                                   | 100.000  |
| Insgesamt                    | 4× Gold · 1× Platin ·                                                  | 215.000  |

### The Best of… The Great American Songbook
| Land/Region                  | Auszeichnungen für Musikverkäufe (Land/Region, Auszeichnung, Verkäufe) | Verkäufe |
| ---------------------------- | ---------------------------------------------------------------------- | -------- |
| Vereinigtes Königreich (BPI) | Silber                                                                 | 60.000   |
| Insgesamt                    | 1× Silber ·                                                            | 60.000   |

### Merry Christmas, Baby
| Land/Region                  | Auszeichnungen für Musikverkäufe (Land/Region, Auszeichnung, Verkäufe) | Verkäufe  |
| ---------------------------- | ---------------------------------------------------------------------- | --------- |
| Australien (ARIA)            | 2× Platin                                                              | 140.000   |
| Irland (IRMA)                | Platin                                                                 | 15.000    |
| Kanada (MC)                  | 3× Platin                                                              | 240.000   |
| Neuseeland (RMNZ)            | 2× Platin                                                              | 30.000    |
| Polen (ZPAV)                 | Gold                                                                   | 10.000    |
| Vereinigte Staaten (RIAA)    | Platin                                                                 | 1.000.000 |
| Vereinigtes Königreich (BPI) | 2× Platin                                                              | 636.000   |
| Insgesamt                    | 1× Gold · 14× Platin ·                                                 | 2.071.000 |

### You Wear It Well – The Collection
| Land/Region                  | Auszeichnungen für Musikverkäufe (Land/Region, Auszeichnung, Verkäufe) | Verkäufe |
| ---------------------------- | ---------------------------------------------------------------------- | -------- |
| Vereinigtes Königreich (BPI) | Silber                                                                 | 60.000   |
| Insgesamt                    | 1× Silber ·                                                            | 60.000   |

### Time
| Land/Region                  | Auszeichnungen für Musikverkäufe (Land/Region, Auszeichnung, Verkäufe) | Verkäufe |
| ---------------------------- | ---------------------------------------------------------------------- | -------- |
| Kanada (MC)                  | Gold                                                                   | 40.000   |
| Vereinigtes Königreich (BPI) | 2× Platin                                                              | 600.000  |
| Insgesamt                    | 1× Gold · 2× Platin ·                                                  | 640.000  |

### Another Country
| Land/Region                  | Auszeichnungen für Musikverkäufe (Land/Region, Auszeichnung, Verkäufe) | Verkäufe |
| ---------------------------- | ---------------------------------------------------------------------- | -------- |
| Vereinigtes Königreich (BPI) | Platin                                                                 | 300.000  |
| Insgesamt                    | 1× Platin ·                                                            | 300.000  |

### Blood Red Roses
| Land/Region                  | Auszeichnungen für Musikverkäufe (Land/Region, Auszeichnung, Verkäufe) | Verkäufe |
| ---------------------------- | ---------------------------------------------------------------------- | -------- |
| Vereinigtes Königreich (BPI) | Gold                                                                   | 100.000  |
| Insgesamt                    | 1× Gold ·                                                              | 100.000  |

### You’re in My Heart: Rod Stewart with the Royal Philharmonic Orchestra
| Land/Region                  | Auszeichnungen für Musikverkäufe (Land/Region, Auszeichnung, Verkäufe) | Verkäufe |
| ---------------------------- | ---------------------------------------------------------------------- | -------- |
| Vereinigtes Königreich (BPI) | Platin                                                                 | 300.000  |
| Insgesamt                    | 1× Platin ·                                                            | 300.000  |

### The Tears of Hercules
| Land/Region                  | Auszeichnungen für Musikverkäufe (Land/Region, Auszeichnung, Verkäufe) | Verkäufe |
| ---------------------------- | ---------------------------------------------------------------------- | -------- |
| Vereinigtes Königreich (BPI) | Silber                                                                 | 60.000   |
| Insgesamt                    | 1× Silber ·                                                            | 60.000   |

### Swing Fever
| Land/Region                  | Auszeichnungen für Musikverkäufe (Land/Region, Auszeichnung, Verkäufe) | Verkäufe |
| ---------------------------- | ---------------------------------------------------------------------- | -------- |
| Vereinigtes Königreich (BPI) | Silber                                                                 | 60.000   |
| Insgesamt                    | 1× Silber ·                                                            | 60.000   |

## Auszeichnungen nach Singles

### Maggie May
| Land/Region                  | Auszeichnungen für Musikverkäufe (Land/Region, Auszeichnung, Verkäufe) | Verkäufe  |
| ---------------------------- | ---------------------------------------------------------------------- | --------- |
| Neuseeland (RMNZ)            | 3× Platin                                                              | 90.000    |
| Vereinigte Staaten (RIAA)    | 2× Platin                                                              | 2.000.000 |
| Vereinigtes Königreich (BPI) | Platin                                                                 | 1.000.000 |
| Insgesamt                    | 6× Platin ·                                                            | 3.090.000 |

### Sailing
| Land/Region                  | Auszeichnungen für Musikverkäufe (Land/Region, Auszeichnung, Verkäufe) | Verkäufe  |
| ---------------------------- | ---------------------------------------------------------------------- | --------- |
| Neuseeland (RMNZ)            | Platin                                                                 | 30.000    |
| Vereinigtes Königreich (BPI) | Gold                                                                   | 1.030.000 |
| Insgesamt                    | 1× Gold · 1× Platin ·                                                  | 1.060.000 |

### Tonight’s the Night (Gonna Be Alright)
| Land/Region               | Auszeichnungen für Musikverkäufe (Land/Region, Auszeichnung, Verkäufe) | Verkäufe  |
| ------------------------- | ---------------------------------------------------------------------- | --------- |
| Kanada (MC)               | Gold                                                                   | 75.000    |
| Neuseeland (RMNZ)         | Gold                                                                   | 15.000    |
| Vereinigte Staaten (RIAA) | Gold                                                                   | 1.000.000 |
| Insgesamt                 | 3× Gold ·                                                              | 1.090.000 |

### I Don’t Want to Talk About It
| Land/Region                  | Auszeichnungen für Musikverkäufe (Land/Region, Auszeichnung, Verkäufe) | Verkäufe |
| ---------------------------- | ---------------------------------------------------------------------- | -------- |
| Neuseeland (RMNZ)            | Platin                                                                 | 30.000   |
| Vereinigtes Königreich (BPI) | Silber (Physisch) · + Silber (Digital)                                 | 450.000  |
| Insgesamt                    | 2× Silber · 1× Platin ·                                                | 480.000  |

### The First Cut Is the Deepest
| Land/Region                  | Auszeichnungen für Musikverkäufe (Land/Region, Auszeichnung, Verkäufe) | Verkäufe |
| ---------------------------- | ---------------------------------------------------------------------- | -------- |
| Neuseeland (RMNZ)            | Gold                                                                   | 15.000   |
| Vereinigtes Königreich (BPI) | Silber                                                                 | 275.000  |
| Insgesamt                    | 1× Silber · 1× Gold ·                                                  | 250.000  |

### You’re in My Heart (The Final Acclaim)
| Land/Region                  | Auszeichnungen für Musikverkäufe (Land/Region, Auszeichnung, Verkäufe) | Verkäufe  |
| ---------------------------- | ---------------------------------------------------------------------- | --------- |
| Vereinigte Staaten (RIAA)    | Gold                                                                   | 1.000.000 |
| Vereinigtes Königreich (BPI) | Gold                                                                   | 500.000   |
| Insgesamt                    | 2× Gold ·                                                              | 1.500.000 |

### Hot Legs
| Land/Region                  | Auszeichnungen für Musikverkäufe (Land/Region, Auszeichnung, Verkäufe) | Verkäufe |
| ---------------------------- | ---------------------------------------------------------------------- | -------- |
| Vereinigtes Königreich (BPI) | Silber                                                                 | 250.000  |
| Insgesamt                    | 1× Silber ·                                                            | 250.000  |

### I Was Only Joking
| Land/Region                  | Auszeichnungen für Musikverkäufe (Land/Region, Auszeichnung, Verkäufe) | Verkäufe |
| ---------------------------- | ---------------------------------------------------------------------- | -------- |
| Vereinigtes Königreich (BPI) | Silber                                                                 | 250.000  |
| Insgesamt                    | 1× Silber ·                                                            | 250.000  |

### Da Ya Think I’m Sexy?
| Land/Region                  | Auszeichnungen für Musikverkäufe (Land/Region, Auszeichnung, Verkäufe) | Verkäufe  |
| ---------------------------- | ---------------------------------------------------------------------- | --------- |
| Neuseeland (RMNZ)            | Platin                                                                 | 30.000    |
| Spanien (Promusicae)         | Gold                                                                   | 30.000    |
| Vereinigte Staaten (RIAA)    | Platin                                                                 | 2.000.000 |
| Vereinigtes Königreich (BPI) | Gold                                                                   | 500.000   |
| Insgesamt                    | 2× Gold · 2× Platin ·                                                  | 2.560.000 |

### Ain’t Love a Bitch
| Land/Region                  | Auszeichnungen für Musikverkäufe (Land/Region, Auszeichnung, Verkäufe) | Verkäufe |
| ---------------------------- | ---------------------------------------------------------------------- | -------- |
| Vereinigtes Königreich (BPI) | Silber                                                                 | 250.000  |
| Insgesamt                    | 1× Silber ·                                                            | 250.000  |

### Passion
| Land/Region | Auszeichnungen für Musikverkäufe (Land/Region, Auszeichnung, Verkäufe) | Verkäufe |
| ----------- | ---------------------------------------------------------------------- | -------- |
| Kanada (MC) | Gold                                                                   | 75.000   |
| Insgesamt   | 1× Gold ·                                                              | 75.000   |

### Tonight I’m Yours (Don’t Hurt Me)
| Land/Region       | Auszeichnungen für Musikverkäufe (Land/Region, Auszeichnung, Verkäufe) | Verkäufe |
| ----------------- | ---------------------------------------------------------------------- | -------- |
| Australien (ARIA) | Gold                                                                   | 50.000   |
| Insgesamt         | 1× Gold ·                                                              | 50.000   |

### Young Turks
| Land/Region | Auszeichnungen für Musikverkäufe (Land/Region, Auszeichnung, Verkäufe) | Verkäufe |
| ----------- | ---------------------------------------------------------------------- | -------- |
| Kanada (MC) | Gold                                                                   | 75.000   |
| Insgesamt   | 1× Gold ·                                                              | 75.000   |

### Baby Jane
| Land/Region                  | Auszeichnungen für Musikverkäufe (Land/Region, Auszeichnung, Verkäufe) | Verkäufe  |
| ---------------------------- | ---------------------------------------------------------------------- | --------- |
| Deutschland (BVMI)           | Gold                                                                   | 250.000   |
| Frankreich (SNEP)            | Gold                                                                   | 500.000   |
| Vereinigtes Königreich (BPI) | Gold                                                                   | 400.000   |
| Insgesamt                    | 3× Gold ·                                                              | 1.150.000 |

### Every Beat of My Heart
| Land/Region                  | Auszeichnungen für Musikverkäufe (Land/Region, Auszeichnung, Verkäufe) | Verkäufe |
| ---------------------------- | ---------------------------------------------------------------------- | -------- |
| Vereinigtes Königreich (BPI) | Silber                                                                 | 250.000  |
| Insgesamt                    | 1× Silber ·                                                            | 250.000  |

### Rhythm of My Heart
| Land/Region                  | Auszeichnungen für Musikverkäufe (Land/Region, Auszeichnung, Verkäufe) | Verkäufe |
| ---------------------------- | ---------------------------------------------------------------------- | -------- |
| Australien (ARIA)            | Gold                                                                   | 35.000   |
| Neuseeland (RMNZ)            | Gold                                                                   | 15.000   |
| Vereinigtes Königreich (BPI) | Silber                                                                 | 200.000  |
| Insgesamt                    | 1× Silber · 2× Gold ·                                                  | 250.000  |

### Tom Traubert’s Blues (Waltzing Matilda)
| Land/Region                  | Auszeichnungen für Musikverkäufe (Land/Region, Auszeichnung, Verkäufe) | Verkäufe |
| ---------------------------- | ---------------------------------------------------------------------- | -------- |
| Vereinigtes Königreich (BPI) | Silber                                                                 | 200.000  |
| Insgesamt                    | 1× Silber ·                                                            | 200.000  |

### Have I Told You Lately
| Land/Region                  | Auszeichnungen für Musikverkäufe (Land/Region, Auszeichnung, Verkäufe) | Verkäufe |
| ---------------------------- | ---------------------------------------------------------------------- | -------- |
| Australien (ARIA)            | Gold                                                                   | 35.000   |
| Neuseeland (RMNZ)            | Gold                                                                   | 15.000   |
| Vereinigte Staaten (RIAA)    | Gold                                                                   | 500.000  |
| Vereinigtes Königreich (BPI) | Silber                                                                 | 200.000  |
| Insgesamt                    | 1× Silber · 3× Gold ·                                                  | 750.000  |

### All for Love
| Land/Region                  | Auszeichnungen für Musikverkäufe (Land/Region, Auszeichnung, Verkäufe) | Verkäufe  |
| ---------------------------- | ---------------------------------------------------------------------- | --------- |
| Australien (ARIA)            | Platin                                                                 | 70.000    |
| Deutschland (BVMI)           | Gold                                                                   | 250.000   |
| Japan (RIAJ)                 | Gold                                                                   | 50.000    |
| Neuseeland (RMNZ)            | Gold                                                                   | 5.000     |
| Österreich (IFPI)            | Gold                                                                   | 25.000    |
| Schweden (IFPI)              | Gold                                                                   | 25.000    |
| Vereinigte Staaten (RIAA)    | Platin                                                                 | 1.000.000 |
| Vereinigtes Königreich (BPI) | Silber                                                                 | 200.000   |
| Insgesamt                    | 1× Silber · 5× Gold · 2× Platin ·                                      | 1.625.000 |

### Lady Luck
| Land/Region  | Auszeichnungen für Musikverkäufe (Land/Region, Auszeichnung, Verkäufe) | Verkäufe |
| ------------ | ---------------------------------------------------------------------- | -------- |
| Japan (RIAJ) | Gold                                                                   | 50.000   |
| Insgesamt    | 1× Gold ·                                                              | 50.000   |

### Da Ya Think I’m Sexy? (1997)
| Land/Region       | Auszeichnungen für Musikverkäufe (Land/Region, Auszeichnung, Verkäufe) | Verkäufe |
| ----------------- | ---------------------------------------------------------------------- | -------- |
| Australien (ARIA) | 2× Platin                                                              | 140.000  |
| Belgien (BRMA)    | Gold                                                                   | 25.000   |
| Neuseeland (RMNZ) | Platin                                                                 | 15.000   |
| Norwegen (IFPI)   | Gold                                                                   | 10.000   |
| Insgesamt         | 2× Gold · 3× Platin ·                                                  | 190.000  |

### Everyday
| Land/Region                  | Auszeichnungen für Musikverkäufe (Land/Region, Auszeichnung, Verkäufe) | Verkäufe  |
| ---------------------------- | ---------------------------------------------------------------------- | --------- |
| Australien (ARIA)            | Platin                                                                 | 70.000    |
| Dänemark (IFPI)              | Platin                                                                 | 90.000    |
| Deutschland (BVMI)           | Gold                                                                   | 200.000   |
| Italien (FIMI)               | Gold                                                                   | 35.000    |
| Kanada (MC)                  | 2× Platin                                                              | 160.000   |
| Neuseeland (RMNZ)            | 3× Platin                                                              | 90.000    |
| Polen (ZPAV)                 | Platin                                                                 | 50.000    |
| Portugal (AFP)               | 2× Platin                                                              | 20.000    |
| Vereinigte Staaten (RIAA)    | 3× Platin                                                              | 3.000.000 |
| Vereinigtes Königreich (BPI) | Platin                                                                 | 600.000   |
| Insgesamt                    | 2× Gold · 14× Platin ·                                                 | 4.315.000 |

## Auszeichnungen nach Videoalben

### Storyteller – The Complete Anthology: 1964–1990
| Land/Region               | Auszeichnungen für Musikverkäufe (Land/Region, Auszeichnung, Verkäufe) | Verkäufe |
| ------------------------- | ---------------------------------------------------------------------- | -------- |
| Argentinien (CAPIF)       | Platin                                                                 | 8.000    |
| Australien (ARIA)         | Platin                                                                 | 15.000   |
| Vereinigte Staaten (RIAA) | Gold                                                                   | 50.000   |
| Insgesamt                 | 1× Gold · 2× Platin ·                                                  | 73.000   |

### It Had to Be You: The Great American Songbook
| Land/Region                  | Auszeichnungen für Musikverkäufe (Land/Region, Auszeichnung, Verkäufe) | Verkäufe |
| ---------------------------- | ---------------------------------------------------------------------- | -------- |
| Argentinien (CAPIF)          | Platin                                                                 | 8.000    |
| Australien (ARIA)            | 8× Platin                                                              | 120.000  |
| Brasilien (PMB)              | Platin                                                                 | 50.000   |
| Kanada (MC)                  | 3× Platin                                                              | 30.000   |
| Mexiko (AMPROFON)            | Gold                                                                   | 10.000   |
| Neuseeland (RMNZ)            | 2× Platin                                                              | 10.000   |
| Portugal (AFP)               | Gold                                                                   | 4.000    |
| Vereinigte Staaten (RIAA)    | Platin                                                                 | 100.000  |
| Vereinigtes Königreich (BPI) | Platin                                                                 | 50.000   |
| Insgesamt                    | 2× Gold · 17× Platin ·                                                 | 382.000  |

### One Night Only! Rod Stewart Live at Royal Albert Hall
| Land/Region                  | Auszeichnungen für Musikverkäufe (Land/Region, Auszeichnung, Verkäufe) | Verkäufe |
| ---------------------------- | ---------------------------------------------------------------------- | -------- |
| Argentinien (CAPIF)          | Platin                                                                 | 8.000    |
| Australien (ARIA)            | 10× Platin                                                             | 150.000  |
| Brasilien (PMB)              | Platin                                                                 | 50.000   |
| Neuseeland (RMNZ)            | Platin                                                                 | 5.000    |
| Vereinigtes Königreich (BPI) | 2× Platin                                                              | 100.000  |
| Insgesamt                    | 15× Platin ·                                                           | 313.000  |

### The Best of
| Land/Region                  | Auszeichnungen für Musikverkäufe (Land/Region, Auszeichnung, Verkäufe) | Verkäufe |
| ---------------------------- | ---------------------------------------------------------------------- | -------- |
| Australien (ARIA)            | Platin                                                                 | 15.000   |
| Vereinigtes Königreich (BPI) | Gold                                                                   | 25.000   |
| Insgesamt                    | 1× Gold · 1× Platin ·                                                  | 40.000   |

### The Complete American Songbook Volumes 1–4
| Land/Region                  | Auszeichnungen für Musikverkäufe (Land/Region, Auszeichnung, Verkäufe) | Verkäufe |
| ---------------------------- | ---------------------------------------------------------------------- | -------- |
| Vereinigtes Königreich (BPI) | Gold                                                                   | 25.000   |
| Insgesamt                    | 1× Gold ·                                                              | 25.000   |

## Statistik und Quellen
| Land/RegionAuszeichnungen für Musikverkäufe (Land/Region, Auszeichnungen, Verkäufe, Quellen) | Silber       | Gold         | Platin         | Verkäufe    | Quellen |
| -------------------------------------------------------------------------------------------- | ------------ | ------------ | -------------- | ----------- | --- |
| Argentinien (CAPIF)                                                                          | —            | 3× Gold3     | 12× Platin12   | 516.000     | capif.org.ar (Memento vom 31. Mai 2011 im Internet Archive) AR2 (Memento vom 20. August 2011 im Internet Archive) |
| Australien (ARIA)                                                                            | —            | 6× Gold6     | 68× Platin68   | 4.005.000   | aria.com.au |
| Belgien (BRMA)                                                                               | —            | 2× Gold2     | Platin1        | 100.000     | ultratop.be |
| Brasilien (PMB)                                                                              | —            | 4× Gold4     | 5× Platin5     | 880.000     | pro-musicabr.org.br                                                                                               |
| Dänemark (IFPI)                                                                              | —            | —            | 4× Platin4     | 200.000     | ifpi.dk |
| Deutschland (BVMI)                                                                           | —            | 8× Gold8     | 5× Platin5     | 4.250.000   | musikindustrie.de                                                                                                 |
| Europa (IFPI)                                                                                | —            | —            | 4× Platin4     | (4.000.000) | ifpi.org (Memento vom 1. Januar 2014 im Internet Archive)                                                         |
| Finnland (IFPI)                                                                              | —            | Gold1        | —              | 25.623      | ifpi.fi |
| Frankreich (SNEP)                                                                            | —            | 7× Gold7     | Platin1        | 1.300.000   | infodisc.fr snepmusique.com                                                                                       |
| Hongkong (IFPI/HKRIA)                                                                        | —            | Gold1        | 5× Platin5     | 110.000     | ifpihk.org |
| Irland (IRMA)                                                                                | —            | 2× Gold2     | 11× Platin11   | 180.000     | irishcharts.ie |
| Italien (FIMI)                                                                               | —            | Gold1        | —              | 35.000      | fimi.it |
| Japan (RIAJ)                                                                                 | —            | 4× Gold4     | —              | 300.000     | riaj.or.jp |
| Kanada (MC)                                                                                  | —            | 7× Gold7     | 42× Platin42   | 4.215.000   | musiccanada.com                                                                                                   |
| Mexiko (AMPROFON)                                                                            | —            | 2× Gold2     | —              | 100.000     | amprofon.com.mx                                                                                                   |
| Neuseeland (RMNZ)                                                                            | —            | 16× Gold16   | 46× Platin46   | 1.017.500   | aotearoamusiccharts.co.nz NZ2 (Memento vom 24. Juli 2011 im Internet Archive) NZ3                                 |
| Niederlande (NVPI)                                                                           | —            | Gold1        | Platin1        | 150.000     | nvpi.nl |
| Norwegen (IFPI)                                                                              | —            | 2× Gold2     | —              | 35.000      | ifpi.no (Memento vom 5. November 2012 im Internet Archive)                                                        |
| Österreich (IFPI)                                                                            | —            | 5× Gold5     | Platin1        | 175.000     | ifpi.at |
| Polen (ZPAV)                                                                                 | —            | 5× Gold5     | 4× Platin4     | 210.000     | olis.pl |
| Portugal (AFP)                                                                               | —            | 2× Gold2     | 4× Platin4     | 74.000      | Einzelnachweise                                                                                                   |
| Schweden (IFPI)                                                                              | —            | 11× Gold11   | 3× Platin3     | 615.000     | sverigetopplistan.se SE2 (Memento vom 17. Juli 2012 im Internet Archive)                                          |
| Schweiz (IFPI)                                                                               | —            | 2× Gold2     | 2× Platin2     | 150.000     | hitparade.ch |
| Spanien (Promusicae)                                                                         | —            | 5× Gold5     | Platin1        | 320.000     | elportaldemusica.es ES2                                                                                           |
| Ungarn (MAHASZ)                                                                              | —            | Gold1        | Platin1        | 9.000       | slagerlistak.hu                                                                                                   |
| Vereinigte Staaten (RIAA)                                                                    | —            | 12× Gold12   | 41× Platin41   | 48.800.000  | riaa.com |
| Vereinigtes Königreich (BPI)                                                                 | 16× Silber16 | 25× Gold25   | 45× Platin45   | 21.666.000  | bpi.co.uk |
| Insgesamt                                                                                    | 16× Silber16 | 135× Gold135 | 307× Platin307 |             | |